# Когарко, Лия Николаевна
Лия Николаевна Когарко (род. 17 мая 1936, Москва) — советский и российский геохимик и петролог. Академик РАН (с 1997 года). заведующая лабораторией «Геохимия щелочного магматизма» Института геохимии и аналитической химии им. В. И. Вернадского РАН.
Специалист в области магматизма, рудообразования и геохимии мантии Земли. Имеет более 1700 цитирований своих работ. Индекс Хирша — 17.

## Биография

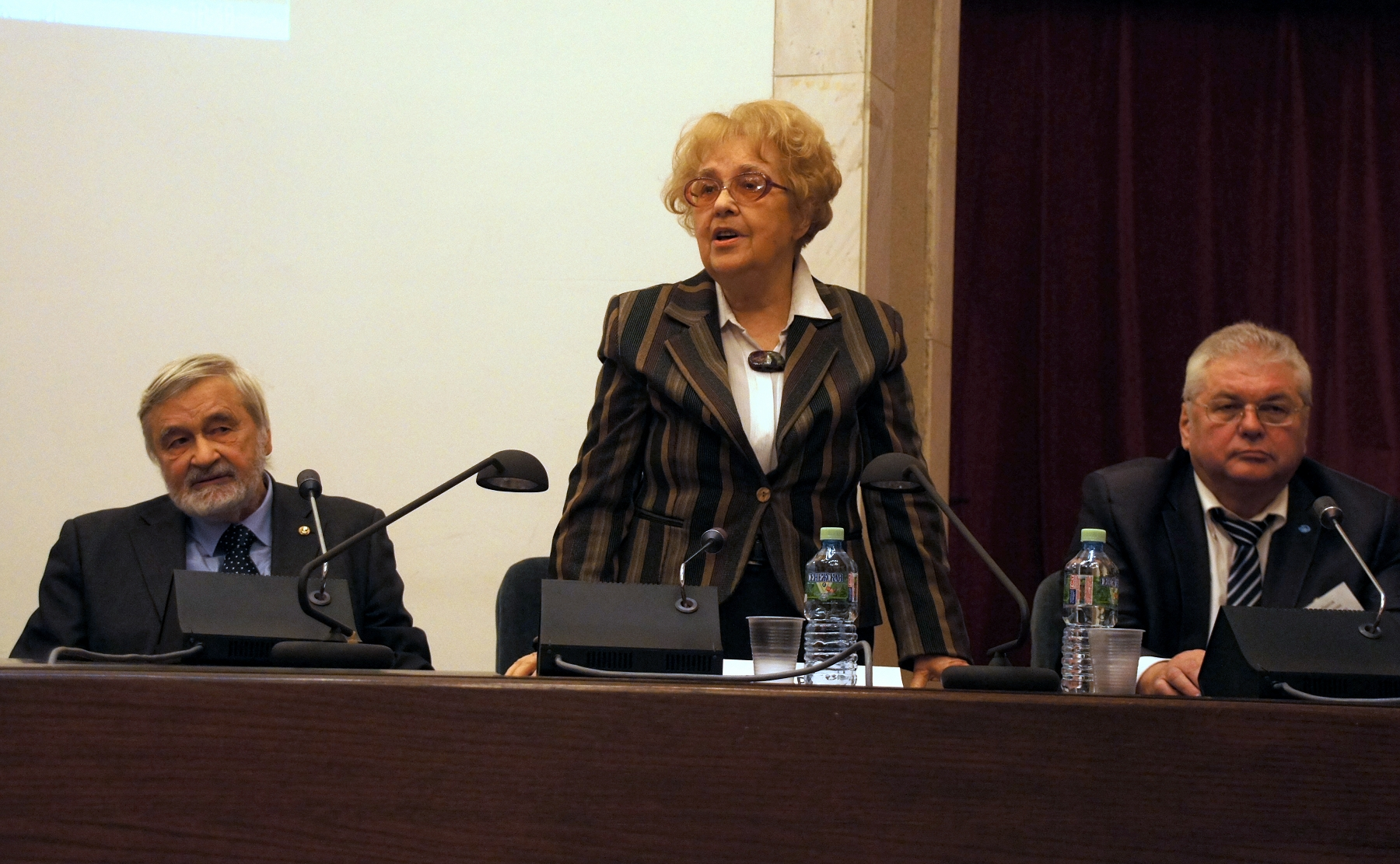
Выступление на 300-летии Минералогического музея им. А. Е. Ферсмана РАН

В 1958 году окончила геологический факультет МГУ. В 1958—1961 году проходила аспирантуру. С 1961 года работает в Института геохимии и аналитической химии им. В. И. Вернадского АН СССР (ГЕОХИ). В 1975 году присвоена степень доктора геолого-минералогических наук. С 1978 года является заведующей сектором, а с 1980 — заведующей лаборатории «Геохимия щелочного магматизма».
В 1990 году избрана членом-корреспондентом АН СССР по Отделению наук о Земле, академик РАН c 1997 года.
С 1990 года академик РАЕН. Действительный член Королевской академии наук Дании.
Член редколлегии журнала «Геохимия». Заместитель председателя Межведомственного совета по геохимии и космохимии, член Научного совета РАН по проблемам Мирового океана.

## Научная деятельность
Автор более 350 работ, в том числе 11 монографий. Основные исследования посвящены процессам зарождения, эволюции и рудоносности магм, генезису супергигантских месторождений фосфатного и редкометалльного сырья, дифференциации и явлению геохимической неоднородности мантии Земли, режимам летучих компонентов в зонах магмо- и рудообразования, геохимии щелочного магматизма Мирового океана.
Разработала оригинальную концепцию структурного положения летучих компонентов в магматических расплавах. Предложила двухстадийную геохимическую модель формирования карбонатит-сиенитовой формации. Основала новое научное направление — геохимию рудно-магматических систем высокой щёлочности. Создала теоретические основы оценки перспективности магматических формаций на редкометалльное оруденение и предложила геохимические критерии их рудоносности. Провела количественную оценку окислительного потенциала первичных щелочных магм горячих точек Атлантики (о. Триндади, Бразилия) и показала более окислительный характер мантийного субстрата, питающего щелочной магматизм Мирового океана. Разработала концепцию появления и развития щелочного магматизма в геологической истории Земли на рубеже 2,5-2,7 млрд лет. Соавтор открытия «Явления дифференциации и концентрации редких элементов — аналогов и алюминия в редкометалльных гранитоидах» (1986). Является первооткрывателем нового минерала из класса сульфатов, названного её именем, «когаркоита».

## Награды
- Лауреат премии им. В. И. Вернадского (1990)
- Награждена медалями «За доблестный труд. В ознаменование 100-летия со дня рождения Владимира Ильича Ленина» (1970), «300 лет Российскому флоту» (1996).
- Почётная грамота Президента Российской Федерации (5 февраля 2024 года) — за заслуги в развитии отечественной науки, многолетнюю плодотворную деятельность и в связи с 300-летием со дня основания Российской академии наук[2].

## Основные работы
Книги
- Геохимия Ловозерского щелочного массива. М., 1966 (в соавт.);
- Проблемы генезиса агпаитовых магм. — Наука, 1977. — 293 с.
- Когарко Л. Н., Кригман Л. Д. Фтор в силикатных расплавах и магмах. — Наука, 1981. — 124 с.
- Кадик А. А., Луканин О. А., Когарко Л. Н. Дегазация верхней мантии при плавлении. — Наука, 1986. — 95 с.
- Когарко Л. Н., Лазуткина Л. Н., Кригман Л. Д. Условия концентрирования циркония в магматических процессах. — Наука, 1988. — 119 с.
- Тектоника и магматизм островов Зеленого мыса. М., 1990 (в соавт.);
- Alkaline rocks and carbonatites of the world: former USSR. N. Y., 1995.

Статьи
- Проблемы генезиса гигантских апатитовых и редкометалльных месторождений Кольского полуострова // Геология рудных месторождений. 1999. Т. 41. № 5.
- Когарко Л. Н. , Асавин А. М. Калиевый магматизм мирового океана. // Геохимия. 2009. № 9;
- Kogarko L.N., Lahaye Y., Brey G.P. Plume-related mantle source of super-large rare metal deposits from the Lovozero and Khibina massifs on the Kola Peninsula, Eastern part of Baltic Shield: Sr, Nd and Hf isotope systematics // Mineralogy and Petrology. 2010. 98, 197—208;
- Metasomatised mantle is the source of interpolate alkaline and carbonatitic magmatism // Bull Tethys Geological Society. 2010. 1-21;
- Щелочной, карбонатитовый и кимберлитовый магматизм в истории Земли и роль мантийного метасоматоза в генезисе этих формаций // Фундаментальные проблемы геологии месторождений полезных ископаемых и металлогении". М.: МГУ, 2010. С. 60—81.